# Toplița
Toplița là một thị xã thuộc hạt Harghita, România. Dân số thời điểm năm 2002 là 15880 người.